# Чърчил (река, залив Хъдсън)
Вижте пояснителната страница за други значения на Чърчил.
Чърчил (на английски: Churchill River) е река в централната част на Канада, провинции Саскачеван и Манитоба.
Влива се в залива Батън на Хъдсъновия залив, Северния ледовит океан. Дължината ѝ от 1609 км ѝ отрежда 8-ото място в Канада. Със своята дължина от 1609 км река Чърчил е втората по дължина канадска река след Маккензи, като се изключат всички останали реки (Юкон, Сейнт Лорънс, Нелсън, Колумбия, Саскачеван и Пийс), дължината на които е или получена от съставни реки или, напускат пределите на Канада.

## Географска характеристика

### Извор, течение, устие
За начало на реката се смята езерото Гарсон 56°19′08″ с. ш. 110°01′07″ з. д. / 56.318889° с. ш. 110.018611° з. д., разположено на границата между провинции Албърта и Саскачеван, на 467 м н.в., от което изтича река Мети. Реката тече на югоизток, влива се от север в езерото Питър Понд, което се съединява с езерото Чърчил, от южния ъгъл на което изтича река Чърчил. В провинция Саскачеван реката тече в източна посока, след като навлезе в провинция Манитоба завива на североизток и се влива в залива Батън, в западната част на Хъдсъновия залив.
По своето течение река Чърчил преминава последователно през десетки по-големи и по-малки езера и езерни разширения:
Чърчил (421 м н.в.);
Ил а ла Крос (420 м н.в.);
Дипър Лейк (403 м н.в.);
Пайнхаус (384 м н.в.);
Сандли (383 м н.в.);
Блак Беър Айлънд (380 м н.в.);
Траут (374 м н.в.);
Трейд (326 м н.в.);
Сисипук (279 м н.в.);
Хайрок (271 м н.в.);
Гранвил (268 м н.в.);
Съдърн Индиан Лейк (254 м н.в.);
Нортън Индиан Лейк (229 м н.в.).

### Водосборен басейн, притоци
Площта на водосборния басейн на реката е 281 300 km2, който обхваща части от три канадски провинции – Албърта (малка част в източния сектор на провинцията), Саскачеван (централната и североизточна част) и Манитоба (северната и северозападна част).
Водосборният басейн на Чърчил граничи с други 5 водосборни басейна:
на север – с водосборните басейни на реките Тлевиаза и Сил, вливащи се в Хъдсъновия залив;
на северозапад – с водосборните басейни на река Атабаска и езерото Атабаска, от системата на река Маккензи;
на юг – с водосборния басейн на река Нелсън, вливаща се в Хъдсъновия залив;
В река Чърчил се вливат 4 по-значителни притока: леви – Фостър, Еленова река; десни – Бивър, Рапид.
При езерото Сисипук около 60% от водата на река Чърчил по специално изграден канал се прехвърля на юг към река Нелсън за повишаване производството на електроенергия от построените по течението ѝ ВЕЦ.

### Хидроложки показатели
Многогодишният среден дебит в устието на Чърчил е 1200 m3/s. Максималният отток на реката е през юни и юли, а минималния – февруари-март. Снежно-дъждовно подхранване. От октомври-ноември до май реката замръзва.

## Селища
По течението на реката има няколко малки населени места:
Провинция Саскачеван:
- Ил а ла Крос (1365 души, на брега на езерото Ил а ла Крос)
- Мисинипе
- Санди Бей (1200 души)

Провинция Манитоба:
- Лийф Рапидс (453 души)
- Чърчил (813 души, в устието на реката)

## Откриване и изследване на реката
На езика на местните индианци кри реката се нарича Мисинипи, което в превод означава „голяма вода“.
Устието на река Чърчил е открито през есента на 1619 г. от експедицията на датския полярен мореплавател Йенс Мунк, която зимува там, но датчаните не наименуват новооткритата река.
През 1687 г. в устието на Чърчил компанията „Хъдсън Бей“, търгуваща с ценни животински кожи, построява търговско селище (фактория) Форт Принц Уелски (сега град Чърчил), а реката открита 60 години по-рано от Йенс Мунк е наименувана в чест на тогавашния (1685-1691) управител на Компанията, английският държавен и военен деятел Джон Чърчил, 1-ви херцог Малборо (1650-1722).
През 1774-1778 г. монреалският търговец на животински кожи Джоузеф Фробишър открива цялото горно течение на реката от езерото Ла Ронж до извора ѝ.
През 1778 г. друг монреалски търговец на кожи Питър Понд открива езерата Чърчил, Фробишър и Питър Понд и вливащата се в последното река Мети (най-горното течение на Чърчил).
От 1792 до 1820 г. геодезистът на Компанията „Хъдсън Бей“ Питър Фидлър извършва мащабни топографски заснемания в днешните канадски провинции Манитоба, Саскачеван и Албърта и същевременно проследява и картира средното и горно течение на реката.
По същото време, през 1794 и 1795 г. Дейвид Томпсън също геодезист на Компанията извършва заснемане и картиране на долното течение на Чърчил.